# Лінійні крейсери класу «Індіфатігебл»
Клас «Індіфатігебл» (англ. Indefatigable class) був другим поколінням британських лінійних крейсерів. Ці кораблі використовувались Королівським військово-морським флотом і Королівським австралійського військово-морського флотом під час Першої світової війни.

## Представники
| Назва                        | Будівництво                                            | Закладений          | Спущений на воду    | Вступив у стрій     | Доля                                                                                        |
| ---------------------------- | ------------------------------------------------------ | ------------------- | ------------------- | ------------------- | ------------------------------------------------------------------------------------------- |
| «Індіфатігебл» Indefatigable | Devonport Dockyard, Девонпорт                          | 23 лютого 1909 року | 28 грудня 1909 року | 24 лютого 1911 року | Потоплений лінійним крейсером "Фон дер Танн " 31 травня 1916 року під час Ютландської битви |
| «Нью Зіланд» Zealand         | Fairfield Shipbuilding and Engineering Company, Говань | 20 червня 1910 року | 1 липня 1911 року   | листопад 1911 року  | Зданий на злам 19 грудня 1922 року                                                          |
| «Остреліа» Australia         | John Brown & Company, Клайдбанк                        | 23 червня 1910 року | 25 жовтня 1911 року | 13 червня 1913 року | Зданий на злам 12 квітня 1924 року                                                          |

## Історія створення
Конструкція корабля була скромною модифікацією попереднього покоління лінійних крейсерів типу «Інвінсібл», яка відрізнялася підвищеною надійністю, та збільшенням сектору обстрілу центральних башт головного калібру за рахунок подовження корпусу. Як і лінійних крейсерів попереднього типу, конструкція  кораблів типу «Індіфатігебл» нагадувала сучасний йому дредноут відповідного покоління Королівського флоту. Основна відмінність лінійного крейсера полягала у тому, що за рахунок слабшого бронювання та відмови від однієї башти головного калібру його швидкість на 4 вузли 97,4 км/год) перевищувала лінійний корабель.
Спочатку «Індіфатігебл» був єдиним кораблем цього класу, але пізніше були побудовані «Остреліа» та «Нью Зіланд» як частина схеми для поліпшення оборони домініонів, яка передбачала придбання кожним з домініонів «підрозділу флоту» з одного лінійного крейсера, трьох легких крейсерів і шести есмінців. Тільки Австралія повністю виконала свої зобов'язання, сформувавши Королівський австралійський військово-морський флот. Але Нова Зеландія погодилася фінансувати будівництво одного лінійного крейсера. Домініонами була обрана модифікована конструкція «Індіфатігебл», а не конструкція лінійних крейсерів нового покоління «Лайон», які будували для Королівського флоту.
Більшу частину Першої світової війни ці лінійні крейсери патрулювали Північне море і брали участь у більшості битв там, хоча тільки «Нью Зіланд» перебувала у 1914 році в Великій Британії. «Індіфатігебл» був в Середземному морі, де він брав участь у переслідуванні німецьких кораблів «Гебен» і «Бреслау» під час їх прориву до Туреччини. «Остреліа» був флагманом ВМС Австралії і діяв на початку війни на Тихому океані. Там корабель допоміг захопити німецькі тихоокеанські колонії та безуспішно шукав Німецьку Східно-азійську ескадру до того, як вирушив до Англії у грудні 1914 року. «Нью Зіланд» брав участь у низці ранніх зіткнень у Північному морі, в тому числі у битві у бухті Гельголанду і відбитті рейду на Скарборо. «Остреліа» знаходився на ремонті після зіткнення з «Нью Зіланд», тож у Ютландскій битві взяли участь лише «Індіфатігебл» та «Нью Зіланд». У цій битві «Індіфатігебл» загинув через детонацію власних боєприпасів після влучання німецького снаряду. Обидва уцілілі лінійні крейсери цього типу продовжили службу без помітних подій після Ютландської битви, очікуючи наступної появи Флоту відкритого моря. «Нью Зіланд» доставив адмірала Джелліко під час його візиту до по Індії і домініонів після війни. «Остреліа» повернувся на батьківщину, де він знову став флагманом Королівського австралійського  військово-морського флоту. «Нью Зіланд» був проданий на брухт в 1922 році, в той час як «Остреліа» прослужив ще два роки, поки не був затоплений відповідно до умов Вашингтонської морської угоди.

## Конструкція

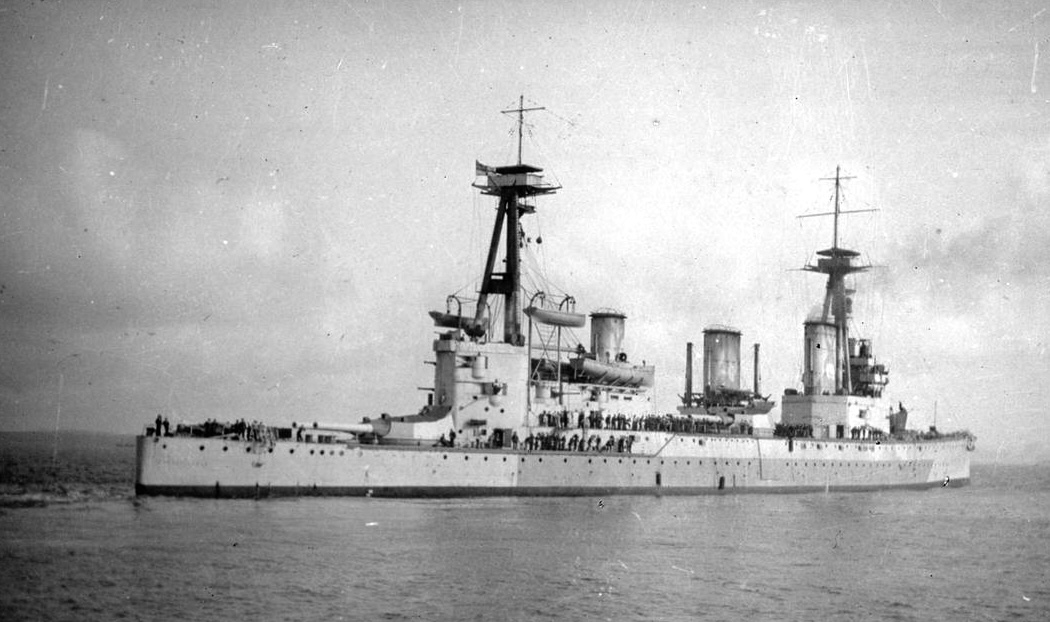
Лінійний крейсер «Індіфатігебл»

«Індіфатігебл» був замовлений як єдиний лінійний крейсер за програмою 1908–9 років. Його попередня конструкція була підготовлена у березні 1909 року, а остаточно конструкція була затверджена у листопаді 1909 року. Фактично це була збільшена конструкція «Invincible» зі зміненим бронюванням та розміщенням башт головного калібру.

## Служба
«Індіфатігебл» був спочатку приписаний до 1-ї Крейсерської ескадри Флоту Метрополії  (Home Fleet) після вступу в стрій 1911 року. У грудні 1913 корабель увійшов до складу  2-ї Ескадри лінійних крейсерів Середземноморського флоту. Після короткого включення до складу Флоту Метрополії «New Zealand» здійснила візит до Нової Зеландії у лютому 1913, після чого повернулась у Портсмут та знову увійшла до складу Флоту Метрополії. Корабель здійснив низку візитів до портів Франції та Росії перед початком війни. «Australia» одразу вирушила до «Австралії» після вступу  у стрій у червні 1913 року для виконання обов'язків флагмана Королівського австралійського флоту.